# Jekaterina Chorosjich
Jekaterina Chorosjich (Russisch: Екатерина Хороших) (Oblast Rostov, 21 januari 1983) is een Russische atlete, die is gespecialiseerd in het kogelslingeren. Met een persoonlijk record van 76,63 m behoort ze tot de beste kogelslingeraarsters ter wereld.

## Loopbaan
In 2002 behaalde Chorosjich een elfde plaats op de wereldkampioenschappen voor junioren in de Jamaicaanse hoofdstad Kingston met een verste worp van 53,22.
Haar meest aansprekende prestatie leverde Chorosjich in 2005 met het winnen van het Europees kampioenschap kogelslingeren voor neo-senioren in Erfurt. Met een worp van 71,51 versloeg ze de Duitse kampioene Betty Heidler (zilver; 69,64) en de Oekraïense Natalja Zolotoechina (brons; 67,75). Op de Europese kampioenschappen van 2006 in Göteborg sneuvelde ze in de voorrondes met een beste poging van 62,97. Op 15 augustus 2006, slechts enkele dagen later, werd ze tweede op de atletiekmeeting in Tallinn met 73,46. De wedstrijd werd gewonnen door haar landgenote Tatjana Lysenko met een  wereldrecord van 77,80.
In mei 2007 werd Jekaterina Chorosjich in het Russische Sotsji samen met Tatjana Lysenko positief getest op doping. Het zou hier gaan om een hormonenblocker 6-Alpha-Methyl-Androstendion. Ze voerde verzachtende omstandigheden aan, maar de Russische atletiekbond was ongenaakbaar en maakte op 1 mei 2008 bekend de IAAF-regels te volgen en schorste beide atletes gedurende de voorgeschreven twee jaar.

## Titels
- Europees kampioene U23 kogelslingeren - 2005

## Persoonlijk record
| Onderdeel      | Prestatie | Datum        | Plaats     |
| -------------- | --------- | ------------ | ---------- |
| kogelslingeren | 76,63 m   | 24 juni 2006 | Zjoekovski |

## Palmares

### kogelslingeren
- 2002: 11e WJK - 53,22 m
- 2005:  EK U23 - 71,51 m
- 2006: 22e EK - 62,97 m